# Priorité (droit)
En droit des sûretés québécois, une priorité est un droit d'être préféré par rapport à un autre créancier, notamment un créancier hypothécaire ou un créancier ordinaire. 
Sous le Code civil du Bas-Canada, on utilisait plutôt la notion de privilège, terme qui est d'ailleurs employé en droit français. 
Selon l'article 2651 du Code civil du Québec, il existe cinq types de créanciers prioritaires : l'huissier, le vendeur impayé ayant vendu un meuble à un simple particulier, le rétenteur mobilier, l'État québécois pour les lois fiscales, ainsi que les impôts fonciers des municipalités et des commission scolaires. 
« 2651. Les créances prioritaires sont les suivantes et, lorsqu’elles se rencontrent, elles sont, malgré toute convention contraire, colloquées dans cet ordre:
1°  Les frais de justice et toutes les dépenses faites dans l’intérêt commun;
2°  La créance du vendeur impayé pour le prix du meuble vendu à une personne physique qui n’exploite pas une entreprise;
3°  Les créances de ceux qui ont un droit de rétention sur un meuble, pourvu que ce droit subsiste;
4°  Les créances de l’État pour les sommes dues en vertu des lois fiscales;
5°  Les créances des municipalités et des commissions scolaires pour les impôts fonciers sur les immeubles qui y sont assujettis, de même que celles des municipalités, spécialement prévues par les lois qui leur sont applicables, pour les taxes autres que foncières sur les immeubles et les meubles en raison desquels ces taxes sont dues. »